# Hochwasserrückhaltebecken Ober-Ramstadt
Das Hochwasserrückhaltebecken Ober-Ramstadt liegt an der Modau in Süd-Hessen im Landkreis Darmstadt-Dieburg. Die Modau fließt durch den westlichen Odenwald in der Nähe der Bergstraße und in der hessischen Rheinebene und mündet in den Rhein.
Das Rückhaltebecken liegt 300 m südlich des Stadtrandes von Ober-Ramstadt. Es hat einen kleinen Dauerstau mit fünf Meter Stauhöhe, wobei der Stausee ca. drei Hektar groß ist. Bei Hochwasser dagegen werden mehr als 13 ha überstaut, das Stauvolumen steigt von 50.000 m³ auf 400.000 m³.
Das Absperrbauwerk ist ein Zonen-Erddamm mit einer mittigen Kerndichtung. Unter dem Kern ist im Untergrund eine bis zu 20 m tiefe Bohrpfahlwand angeordnet.
Der Betriebsauslass und die Hochwasserentlastung befinden sich in einem gemeinsamen Bauwerk, einem runden Turm, in der Mitte des Dammes am wasserseitigen Dammfuß.
Die Bauzeit dauerte vom 13. Februar 1990 (erster Spatenstich) bis zum 29. Juli 1993 (Bauabnahme). Am 9. Dezember 1993 wurde im Probestau erstmals die Stauhöhe 210 m über NN erreicht. Das Bauwerk kostete ca. 16,4 Millionen DM.
Am Zulauf der Modau liegt eine 1200 m³ große Vorsperre mit einer Kronenhöhe von 210,60 m über NN, die die mitgeführten Sinkstoffe sammeln soll. Der Stauraum des Hauptbeckens war trotzdem nach wenigen Jahren verschlammt. Das Becken musste deshalb im Jahr 2005 entleert, der Schlamm beräumt und entsorgt werden.